# Ussurohelcon koshunensis
Ussurohelcon koshunensis är en stekelart som först beskrevs av Watanabe 1934.  Ussurohelcon koshunensis ingår i släktet Ussurohelcon och familjen bracksteklar. Inga underarter finns listade i Catalogue of Life.